# 滨海拉塞尔瓦
滨海拉塞尔瓦，是西班牙加泰罗尼亚赫罗纳省的一个市镇。总面积7平方公里，总人口197人（2001年），人口密度28人/平方公里。